# راسپوتیتسا
راسپوتیتسا (روسی: распу́тица) یک اصطلاح روسی برای دو فصل از سال، بهار و پاییز است، زمانی که سفر در جاده‌های آسفالت نشده یا در سراسر کشور به دلیل شرایط گل آلود ناشی از باران یا آب شدن برف دشوار می‌شود. راسپوتیتسا همچنین به شرایط جاده در هر دو دوره اشاره دارد.

## نگارخانه

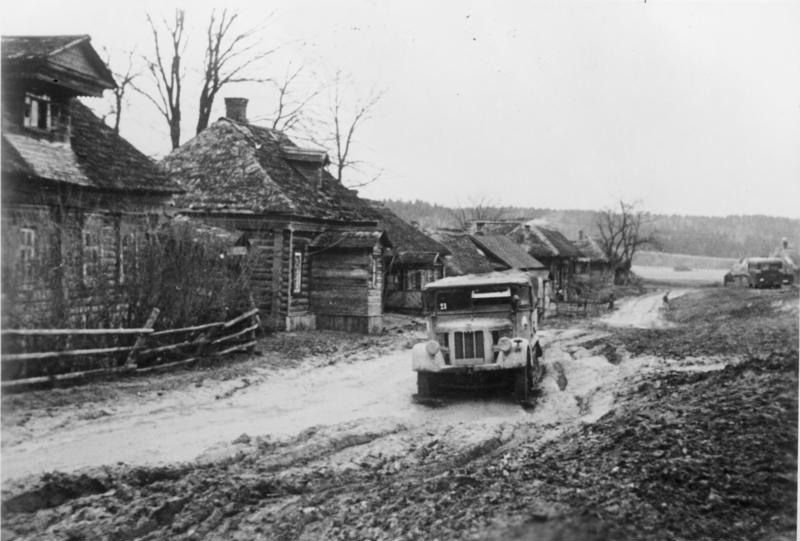
خیابان دهکده نزدیک مسکو، نوامبر ۱۹۴۱
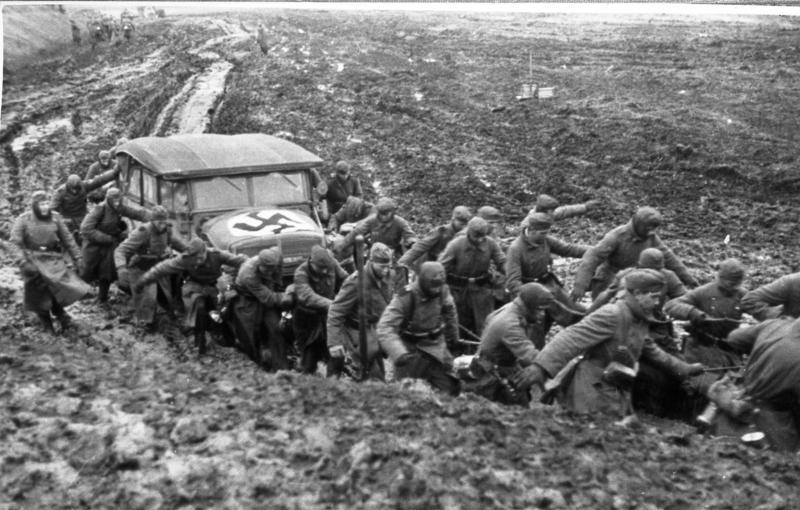
سربازان ورماخت در حال کشیدن یک خودرو از میان گل، نوامبر ۱۹۴۱
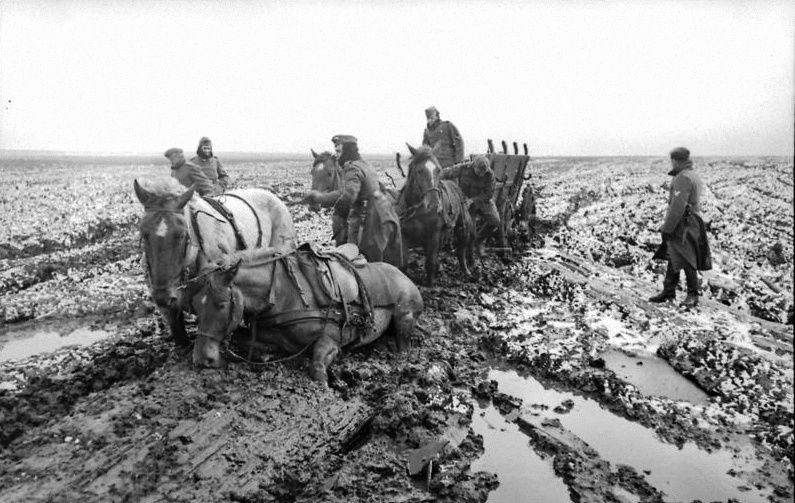
کالسکه اسب ورماخت در گِل عمیق در استان کورسک، مارس–آوریل ۱۹۴۲ فرورفته.
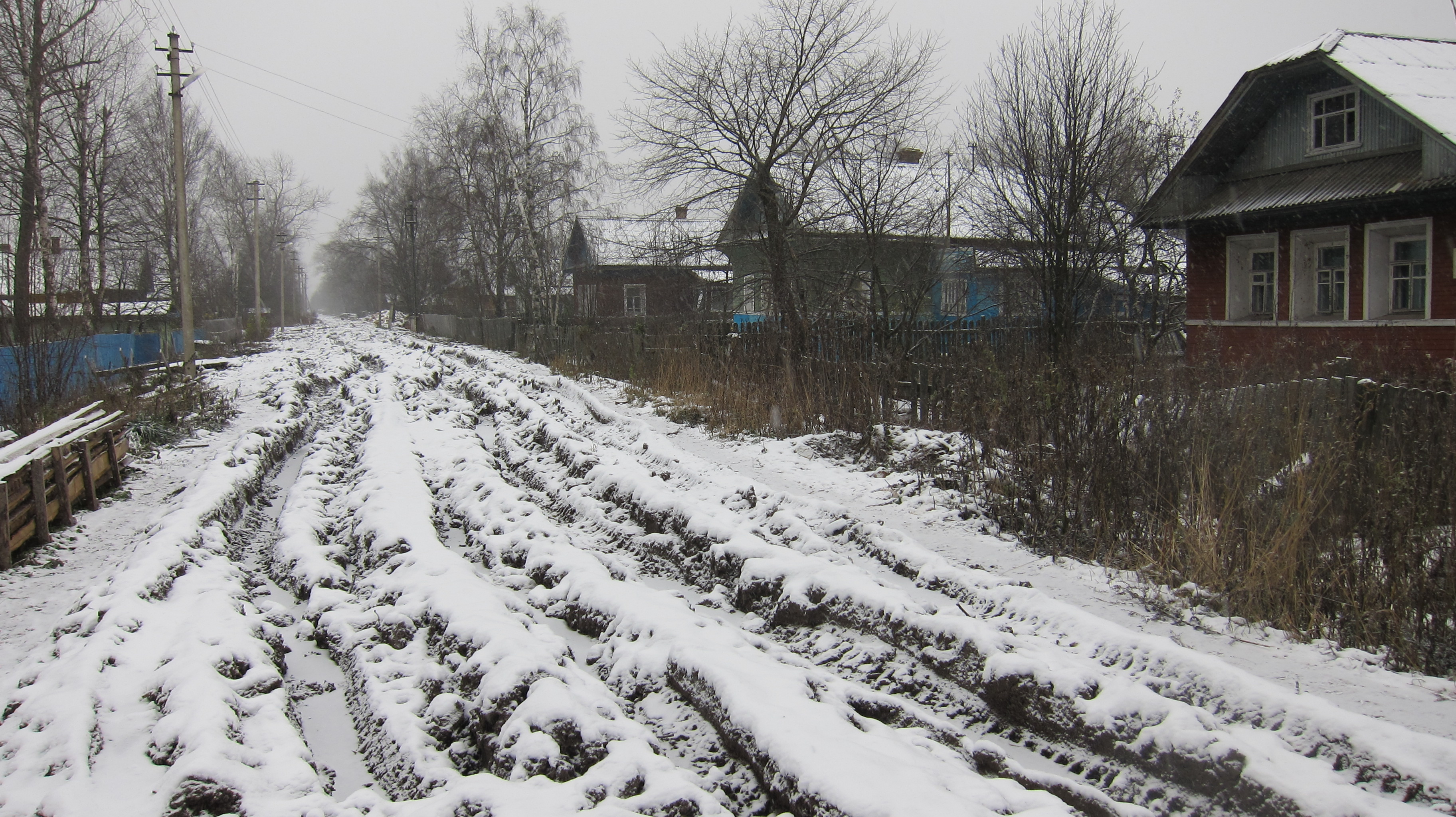
صحنه خیابانی اکتبر ۲۰۱۲، در سوکول، اوبلاست ولوگدا، که ترکیبی از پوشش ضخیم برف و خاک غرقاب را نشان می‌دهد.